# Mikko Koivu
Mikko Sakari Koivu (Turku, 12 marzo 1983) è un hockeista su ghiaccio finlandese.

## Palmarès

### Olimpiadi invernali
- Argento a Torino 2006
- Bronzo a Vancouver 2010

### Campionati mondiali
- Oro a Bratislava 2011
- Argento a Mosca 2007
- Argento a Mosca 2016
- Bronzo a Riga 2006
- Bronzo a Halifax 2008

### World Cup
- Argento a Canada 2004

### Campionati mondiali Juniores
- Argento a Mosca 2001
- Bronzo a Repubblica Ceca 2002

### Campionati mondiali Under-18
- Oro a Svizzera 2000
- Bronzo a Finlandia 2001